# サイプレス・ヒル
サイプレス・ヒル（Cypress Hill）はアメリカ合衆国・カリフォルニア州で結成された、ヒップホップグループである。ラテン系アメリカ人による音楽グループとしてアメリカでは初めて複数のプラチナ認定を受けたグループであり、全世界で2000万枚を超えるセールスを誇る。1990年代、特に初期の4枚のアルバムを発表した時期においてはウエスト・コースト・ヒップホップの先駆的グループとしても言及されるほどの影響力を持つ。サイプレス・ヒルはまた、アメリカ国内における医療用及び嗜好品用マリファナの合法化を支持している事でも知られ、メンバー自らマリファナを積極的に摂取する等の活動を展開している。2010年、スヌープ・ドッグがクリエイティブ・チェアマンを務めるプライオリティ・レコーズに移籍した。

## メンバー
- B-リアル（en:B-Real）[2]
- セン・ドッグ（en:Sen Dog）
- DJマグス（en:DJ Muggs）
- エリック・ボボ（en:Eric Bobo）

### 元メンバー
- メロウ・マン・エース（en:Mellow Man Ace）

## キャリア

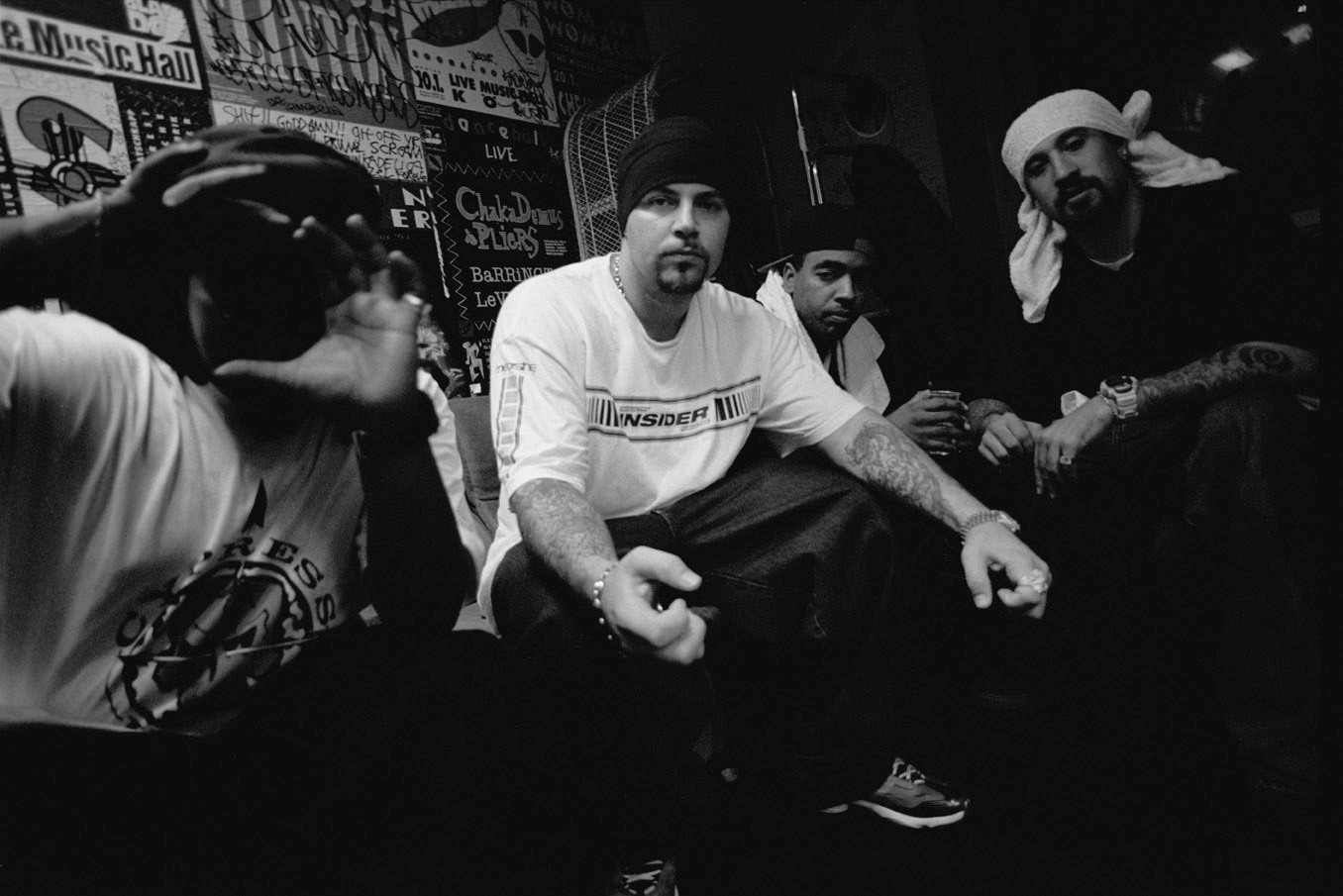
Germany 1998

現メンバーの一人であるセン・ドッグと元メンバーであるメロウ・マン・エースはキューバ出身の兄弟であり、1971年にアメリカ合衆国へ一家で移住し、カリフォルニア州サウスゲイトに住居を構えた。セン・ドッグとメロウ・マン・エースの2人は1988年に、ニューヨーク出身でThe 7A3（英語版記事）のDJをしていたDJマグス、ロサンゼルス出身のB-リアルの2人と出会い、DVX (Devastating Vocal Excellenceの略)という名のヒップホップグループを結成する。このグループが現在のサイプレス・ヒルの原型となる。後にメロウ・マン・エースはグループを離れ、それを機にグループ名をサイプレス・ヒルへと改めている。このサイプレス・ヒルという名前は、サウスゲイトにあるCypress Avenueという通りに由来している。
1989年にデモテープを制作しレコード会社との契約に成功、1991年にはデビューアルバムCypress Hillを発表する。このアルバムから4曲がシングルカットされ、特に「The Phuncky Feel One」、「How I Could Just Kill a Man」の2曲は地元ラジオ局や、大学内のカレッジ・ラジオでヘビーローテーションされる人気を得た。また「Hand on the Pump」、「Latin Lingo」の2曲の歌詞はスペイン語と英語が組み合わされており、以降スペイン語の頻繁に登場する歌詞はグループの特徴となった。これらのシングルの成功により、『Cypress Hill』はアメリカだけで200万枚を売り上げ、Billboard 200（ビルボード200）では最高31位を記録し、RIAAからダブルプラチナに認定された。さらに2パックが出演していた映画『ジュース』へサウンドトラックを提供する等活動の範囲を広げ、1992年にはロラパルーザへの出演も果たしている。サイプレス・ヒルの曲は、映画『リーサル・ウェポン3』などでも流された。
1993年にセカンドアルバムBlack Sundayを発表、3ミリオンセールスを達成しデビュー2年目にして早々にBillboard 200のアルバム・チャートで1位となった。シングルカットされた「Insane in the Brain」もポップ・チャートでヒットした。その縁からかレイジ・アゲインスト・ザ・マシーンのツアーに登場した。
1994年、Woodstock '94に出演し、そのステージ上にて著名なパーカッショニストウィリー・ボボの息子エリック・ボボをパーカッション担当の新メンバーとして紹介した。
1995年、サードアルバムCypress Hill III: Temples of Boomを発表、アメリカレコード協会よりプラチナ認定を受けるヒットとなった。またNORMLへの支援を目的としてマリファナの合法化を主張する雑誌として知られるハイ・タイムズが主導して制作したコンピレーションアルバムHempilation: Freedom Is NORMLにBlack Sunday収録の「I Wanna Get High」を提供した。さらにザ・シンプソンズへのゲスト出演も果たし、アニメ内ではロンドン交響楽団と共演した。

## 音楽的特長
Bリアルの鼻声、セン・ドッグの低音ボイス、DJマグスのフリーキーかつハードコアなサウンドが加わり、ローファイ・ビートとベースライン、ギター等の生楽器の多用、サイレン音等のエフェクトを乗せたトラックが特徴である。生楽器の多用という点では同じくウエスト・コースト・ヒップホップに分類されるドクター・ドレーやウォーレン・Gらが作り出したGファンクと共通するが、それとも一味違う独特な雰囲気を醸し出している。
セン・ドッグとB-リアルのツインMCスタイルを特徴としている。B-リアルの異様に甲高く鼻にかかったような声はサイプレス・ヒルの最大の特徴の一つであるが、彼によればDJマグスとセン・ドッグが彼の地声を気に入らなかったために自ら考え出したものとのことである 。このようなボーカルのスタイルに行きついた経緯について彼は「他人と明確に異なった個性を主張したいのであれば自らの持つすべてを利用すべきである」と主張している。
対して、セン・ドッグは低い声を特徴とし暴力的な歌詞とシャウトを多用している。2人の声は非常に対照的でありながら共に混ざり合い一種の協調を生んでいると評される。
元々B-リアルは歌詞担当のメンバーとして加入したが、セン・ドッグとメロウ・マン・エースのスペイン語の会話を目にした際に英語とスペイン語を組み合わせた歌詞というアイディアの着想を思いつき、これ故に正式なメンバーとして迎え入れられたという経緯がある。また、サイプレス・ヒルはアニメ的暴力性を歌詞に持ち込んだとも評される。
エリック・ボボによるティンバレス等ラテン系の打楽器は、特にライヴにおいては音の多彩さと厚み、迫力を増し、ラテン・ミュージックとヒップホップ/ロックのミクスチャーという効果的な役目も果たしている。
元々、そのダークな世界観、元ギャングというハードコアな経歴や過激な歌詞、多彩な音を使用した重量感のあるミクスチャー的サウンドであったが、2000年リリースのアルバム「Skull & Bones」でヘヴィなディストーションギターに生ドラム&ベースという編成のバンドでレコーディング、ヘヴィ・ロックのサウンドを本格的に取り入れた。ライヴでもバンドを引き連れていることがある。また、1stアルバム収録の「How I Could Just Kill A Man」はレイジ・アゲインスト・ザ・マシーンによってロック・カバーされていて、ライヴで共演したこともある。
2017年、B-リアルがハリウッド・アンデッド  の5thアルバム、『Five』の収録曲の一つに参加している。
思想、歌詞の内容の大部分を占めている要素がマリファナである。喫煙器具であるボングの使用方法を解説する「Hits From The Bong」や、ホームグロワー（家でマリファナを栽培する人々）に捧げた「Dr. Greenthumb」等、マリファナに関する楽曲を数多く発表、愛好家だということを強調するとともに、合法化を主張し続けている。ライヴではステージ上で巨大ボングを持ち出してきて、自身だけでなく観客にも吸わせるというパフォーマンスが有名。極太ジョイント（マリファナを巻きタバコ状にしたもの）をステージ上で吸うことも。マリファナ仲間として楽曲やライヴで共演したアーティストはKottonmouth Kingsやスヌープ・ドッグなどがいる。また、マリファナを題材にした映画「ビー・バッド・ボーイズ」にゲスト出演した。
チカーノ・サグ（ギャング）スタイルのファッションや振る舞いは、その音楽性と相まって世界中のストリートカルチャーに影響を与えた。特に彼らが広告モデルも務めるロサンゼルスの「Joker Brand」はチカーノ・サグ・ファッションの象徴として、頻繁にステージ上などで着用する彼らによって名が知れ渡ったといっても過言ではないだろう。
そして最近では、DJマグスが手がけるブランド「Soul Assassins」（en:Soul Assassins）が話題をよんでいる。

## ディスコグラフィー
- 1991: サイプレス・ヒル - Cypress Hill
- 1993: ブラック・サンデー - Black Sunday
- 1995: III - III: Temples of Boom
- 1996: アンリリースド・アンド・リヴァンプド - Unreleased and Revamped
- 1998: IV - IV
- 1999: Los grandes éxitos en español
- 2000: スカル・アンド・ボーンズ - Skull & Bones
- 2000: ライヴ・アット・ザ・フィルモア - Live at the Fillmore
- 2001: ストーンド・ライダーズ - Stoned Raiders
- 2002: スタッシュ - Stash
- 2004: ティル・デス・ドゥー・アス・パート - Till Death Do Us Part
- 2005: グレイテスト・ヒッツ・フロム・ザ・ボン - Greatest Hits From the Bong
- 2010: ライズ・アップ - Rise Up
- 2018: エレファント・オン・アシッド - ELEPHANTS ON ACID